# کوماتسو ۹۶۰ئی-۱
کوماتسو ۹۶۰ای-۱ (Komatsu ۹۶۰E-۱) خودرویی است که در سال‌های ۲۰۰۸ تا کنون تولید شده‌است. طراحی آن توزیع نیروی پیشران بوده است.